# Seeheim (Seeheim-Jugenheim)
Seeheim (im lokalen Dialekt: See’m) ist der größte Ortsteil der Gemeinde Seeheim-Jugenheim im südhessischen Landkreis Darmstadt-Dieburg. Seeheim ist Sitz der Gemeindeverwaltung.

## Geographische Lage
Seeheim liegt im Naturpark Bergstraße-Odenwald an der Bergstraße im Odenwald. Die Ortslage ist mit dem südwestlich benachbarten Jugenheim baulich fast zusammengewachsen. Die Gemarkungsgrenze zwischen beiden Ortschaften folgt im Groben dem Lauf des Stettbachs. Das Schuldorf Bergstraße liegt, auf zwei Seiten von Wald umgeben, am Ortsrand im Südwesten der Gemarkung Seeheim. Der Ortsteil Seeheim besteht aus der Gemarkung Seeheim.

## Geschichte

### Ortsgeschichte
Soweit bekannt wurde Seeheim im Jahre 874 erstmals in einer Schenkung an das Kloster Lorsch urkundlich erwähnt. Die Ortsendung -heim deutet aber auf eine frühe Gründung durch die Franken hin. In den historischen Unterlagen wird Seeheim unter den folgenden Ortsnamen erwähnt (in Klammern das Jahr der Erwähnung): Seheim (874–1229), Seheym (1420), Sehem (1440) und Seeheimb (1553). Dabei geht aus den Unterlagen hervor, dass:
- 1239 Seeheim sich im Besitz von Kuno II. von Münzenberg befindet,
- in der Folge die Grafen von Erbach stückweise Besitzanteile an Seeheim erwerben,
- seit 1510 die Grafen von Erbach das Dorf von Hessen zu Lehen haben,
- 1571 steht das Dorf den Schenken von Erbach zu während der Landgraf von Hessen die hohe Obrigkeit ausübt.
- 1714 verkaufen die Grafen von  Erbach das Dorf zusammen mit dem Amt Seeheim-Tannenberg an die Landgrafschaft Hessen-Darmstadt.

Die Statistisch-topographisch-historische Beschreibung des Großherzogthums Hessen berichtet 1829 über Seeheim:

„Seeheim (L. Bez. Bensheim) luth. Pfarrdorf; liegt 21⁄2 St. von Bensheim, und hat 144 Häuser und 941 Einw., die außer 5 Kath., 1 Reform und 48 Juden lutherisch sind. In der Nähe liegen die Ruinen des Schlosses Tannenberg, und sehenswerth sind auf dem Seeheimer Berge die äußerst schönen Anlagen, mit dem Landbause und den Monumenten Wenks und Höpfners. Diese Anlagen haben dem verstorbenen dortigen Amtmann, Reg. Rath Pistor Entstehung und Fortbildung zu verdanken. Aus dem hochgelegnen Hause eröffnet sich eine äußerst interessante Aussicht. Jährlich werden 2 Märkte gehalten. – Ludwig der Teutsche schenkte sein Eigenthum zu Seeheim, 874, dem Kloster Lorsch. Der Ort wurde nachher ein Zugehör des Schlosses Tannenberg, und kam an die Schenken von Erbach. In der bairischen Fehde 1504 nahm Landgraf Wilhelm II. das Dorf weg, es wurde aber 1510 mit Vorbehalt der Centgerichtsbarkeit und unter der Bedingung zurückgegeben, daß Erbach den Ort künftig von Hessen zu Lehen tragen sollte. Die vielen Streitigkeiten brachten 1527 einen neuen Vergleich zu Stande, dem zu Folge Landgraf Philipp dem Schenk Eberhard auch den Hess. Antheil an der Burg Tannenberg, oder dem dazu gehörigen Dorfe Seeheim abtrat. Die Kapelle des Dorfs war ein Filial von Bickenbach, und wurde erst nach der Reformation zu einer Mutterkirche erhoben. Im 30jährigen Krieg wurde die Kirche, Kellerei und das Pfarrhaus eingeäschert; und nachher der ganze Ort geplündert, obgleich er kurz vorher Tillys Hauptquartier gewesen. Das ganze Amt Seeheim und Tannenberg mit den Dörfern Bickenbach, Jugenheim, Seeheim, Malchen, Balkhausen, Staffel, Wurzelbach und Beedenkirchen mit mehreren andern Rechten, kam 1714 von Erbach um 221,750 fl. an Hessen, und Seeheim wurde der Sitz eines Beamten.“

In der ersten Hälfte des 20. Jahrhunderts, von 1897 bis 1955, verkehrte eine Dampflok-betriebene Nebenbahn zwischen Bickenbach, Alsbach, Jugenheim und Seeheim. Die Planungen für die Verbindung hatten bereits 1869 begonnen, aber es gab viele Widerstände gegen den Bau. So fürchtete man Lärm, Störung der Feldarbeit und die Abwanderung von Feriengästen. Zur damaligen Zeit war die Bergstraße ein beliebtes Erholungsgebiet für Gäste aus ganz Europa, vor allem aus den Fürstenhäusern. Die Nebenbahn verband die nördliche Bergstraße mit der wichtigen Main-Neckar-Bahn am Bahnhof Bickenbach. Neben den Feriengästen benutzte auch die einheimische Bevölkerung die „Ziggelsche“ genannte Nebenbahn. Da einige Züge bis nach Darmstadt fuhren und von Reisenden zum Besuch des Darmstädter Staatstheaters genutzt wurden, erhielten diese auch Spitznamen „Theaterzug“.
Von 1895 bis 1960 hatte Seeheim mit einem eigenen Bahnhof Anschluss an das Eisenbahnnetz mit der Nebenbahnstrecke Bickenbach–Seeheim. Der Personenverkehr wurde hier schon 1955 eingestellt. Bis 1930 war der Endbahnhof der Strecke, Seeheim, sogar Lokomotivbahnhof.
Hessische Gebietsreform (1970–1977)
Im Zuge der Gebietsreform in Hessen wurde zum 31. Dezember 1971 die die bis dahin selbständigen Gemeinden Malchen und Ober-Beerbach auf freiwilliger Basis in die Gemeinde Seeheim eingemeindet. Zum 1. Januar 1977 wurden dann die Gemeinden Jugenheim a. d. Bergstraße und Seeheim kraft Landesgesetz zur neuen Gemeinde Seeheim zusammengeschlossen. Die Gemeinde Seeheim wurde zum 1. Januar 1978 in Seeheim-Jugenheim umbenannt.
Malchen und Ober-Beerbach wurde eigene Ortsteile für die je ein Ortsbezirk errichtet wurde. Details hierzu, siehe in den Artikeln der jeweiligen Ortsteile.

### Verwaltungsgeschichte im Überblick
Die folgende Liste zeigt die Staaten und Verwaltungseinheiten, denen Seeheim angehört(e):
- vor 1714: Heiliges Römisches Reich, Grafschaft Erbach Amt Seeheim-Tannenberg
- ab 1714: Heiliges Römisches Reich, Landgrafschaft Hessen-Darmstadt (durch Kauf), Obergrafschaft Katzenelnbogen, Amt Seeheim-Tannenberg
- ab 1803: Heiliges Römisches Reich, Landgrafschaft Hessen-Darmstadt, Fürstentum Starkenburg, Amt Seeheim-Tannenberg
- ab 1806: Großherzogtum Hessen,[Anm. 2] Fürstentum Starkenburg, Amt Seeheim[14]
- ab 1815: Großherzogtum Hessen[Anm. 3], Provinz Starkenburg, Amt Seeheim
- ab 1821: Großherzogtum Hessen, Provinz Starkenburg, Landratsbezirk Bensheim[Anm. 4]
- ab 1832: Großherzogtum Hessen, Provinz Starkenburg, Kreis Bensheim
- ab 1848: Großherzogtum Hessen, Regierungsbezirk Heppenheim
- ab 1852: Großherzogtum Hessen, Provinz Starkenburg, Kreis Bensheim
- ab 1871: Deutsches Reich, Großherzogtum Hessen, Provinz Starkenburg, Kreis Bensheim
- ab 1918: Deutsches Reich, Volksstaat Hessen, Provinz Starkenburg, Kreis Bensheim
- ab 1938: Deutsches Reich, Volksstaat Hessen, Landkreis Darmstadt[15][Anm. 5]
- ab 1945: Deutsches Reich, Amerikanische Besatzungszone,[Anm. 6] Groß-Hessen, Regierungsbezirk Darmstadt, Landkreis Darmstadt
- ab 1946: Deutsches Reich, Amerikanische Besatzungszone, Land Hessen, Regierungsbezirk Darmstadt, Landkreis Darmstadt
- ab 1949: Bundesrepublik Deutschland, Land Hessen, Regierungsbezirk Darmstadt, Landkreis Darmstadt
- ab 1977: Bundesrepublik Deutschland, Land Hessen, Regierungsbezirk Darmstadt, Landkreis Darmstadt-Dieburg, Gemeinde Seeheim[Anm. 7]
- ab 1978: Bundesrepublik Deutschland, Land Hessen, Regierungsbezirk Darmstadt, Landkreis Darmstadt-Dieburg, Gemeinde Seeheim-Jugenheim[Anm. 8]

### Gerichte
Zuständiges Gericht der ersten Instanz war
- 1405: Halten die  Grafen von Katzenelnbogen Zentgericht
- 1484: Zentgericht Jugenheim
- ab 1803: Amt Seeheim
- ab 1821: Landgericht Zwingenberg
- ab 1879: Amtsgericht Zwingenberg
- ab 1934: Amtsgericht Bensheim
- ab 1968: Amtsgericht Darmstadt

## Bevölkerung

### Einwohnerstruktur 2011
Nach den Erhebungen des Zensus 2011 lebten am Stichtag dem 9. Mai 2011 in Seeheim 8457 Einwohner. Darunter waren 582 (6,9 %) Ausländer. Nach dem Lebensalter waren 1275 Einwohner unter 18 Jahren, 3012 zwischen 18 und 49, 1791 zwischen 50 und 64 und 2379 Einwohner waren älter. Die Einwohner lebten in 4017 Haushalten. Davon waren 1404 Singlehaushalte, 1275 Paare ohne Kinder und 978 Paare mit Kindern, sowie 288 Alleinerziehende und 72 Wohngemeinschaften. In 1167 Haushalten lebten ausschließlich Senioren und in 2406 Haushaltungen lebten keine Senioren.

### Einwohnerentwicklung
| • 1629: | 0160 Hausgesesse           |
| • 1695: | 0014 Mann                  |
| • 1806: | 0737 Einwohner, 126 Häuser |
| • 1829: | 0941 Einwohner, 144 Häuser |
| • 1867: | 1080 Einwohner, 174 Häuser |

| Seeheim: Einwohnerzahlen von 1791 bis 2017 | Seeheim: Einwohnerzahlen von 1791 bis 2017 | Seeheim: Einwohnerzahlen von 1791 bis 2017 | Seeheim: Einwohnerzahlen von 1791 bis 2017 | Seeheim: Einwohnerzahlen von 1791 bis 2017 |
| --- | ------------------------------------------ | ------------------------------------------ | ------------------------------------------ | ------------------------------------------ |
| Jahr |                                            |                                            |                                            | Einwohner                                  |
| 1791 | 1791                                       |                                            | 686                                        | 686                                        |
| 1800 | 1800                                       |                                            | 686                                        | 686                                        |
| 1806 | 1806                                       |                                            | 737                                        | 737                                        |
| 1829 | 1829                                       |                                            | 941                                        | 941                                        |
| 1834 | 1834                                       |                                            | 968                                        | 968                                        |
| 1840 | 1840                                       |                                            | 1.068                                      | 1.068                                      |
| 1846 | 1846                                       |                                            | 1.111                                      | 1.111                                      |
| 1852 | 1852                                       |                                            | 1.099                                      | 1.099                                      |
| 1858 | 1858                                       |                                            | 1.043                                      | 1.043                                      |
| 1864 | 1864                                       |                                            | 1.084                                      | 1.084                                      |
| 1871 | 1871                                       |                                            | 1.093                                      | 1.093                                      |
| 1875 | 1875                                       |                                            | 1.085                                      | 1.085                                      |
| 1885 | 1885                                       |                                            | 1.118                                      | 1.118                                      |
| 1895 | 1895                                       |                                            | 1.325                                      | 1.325                                      |
| 1905 | 1905                                       |                                            | 1.596                                      | 1.596                                      |
| 1910 | 1910                                       |                                            | 1.773                                      | 1.773                                      |
| 1925 | 1925                                       |                                            | 2.048                                      | 2.048                                      |
| 1939 | 1939                                       |                                            | 2.295                                      | 2.295                                      |
| 1946 | 1946                                       |                                            | 3.457                                      | 3.457                                      |
| 1950 | 1950                                       |                                            | 3.738                                      | 3.738                                      |
| 1956 | 1956                                       |                                            | 4.076                                      | 4.076                                      |
| 1961 | 1961                                       |                                            | 4.952                                      | 4.952                                      |
| 1967 | 1967                                       |                                            | 6.031                                      | 6.031                                      |
| 1970 | 1970                                       |                                            | 6.002                                      | 6.002                                      |
| 1980 | 1980                                       |                                            | ?                                          | ?                                          |
| 1990 | 1990                                       |                                            | ?                                          | ?                                          |
| 2000 | 2000                                       |                                            | ?                                          | ?                                          |
| 2011 | 2011                                       |                                            | 8.457                                      | 8.457                                      |
| 2017 | 2017                                       |                                            | 8.892                                      | 8.892                                      |
| Datenquelle: Historisches Gemeindeverzeichnis für Hessen: Die Bevölkerung der Gemeinden 1834 bis 1967. Wiesbaden: Hessisches Statistisches Landesamt, 1968. Weitere Quellen: LAGIS; 1791; 1800 Zensus 2011 Nach 1970 einschließlich der eingegliederten Orte. |                                            |                                            |                                            |                                            |

### Religionszugehörigkeit
| • 1829: | 887 lutheranische (= 94,26 %), ein reformierter (= 0,11 %), 48 jüdische (= 5,10 %) und 5 katholische (= 0,53 %) Einwohner |
| • 1961: | 3867 evangelische (= 78,09 %), 815 katholische (= 16,46 %) Einwohner                                                      |

## Kultur und Sehenswürdigkeiten

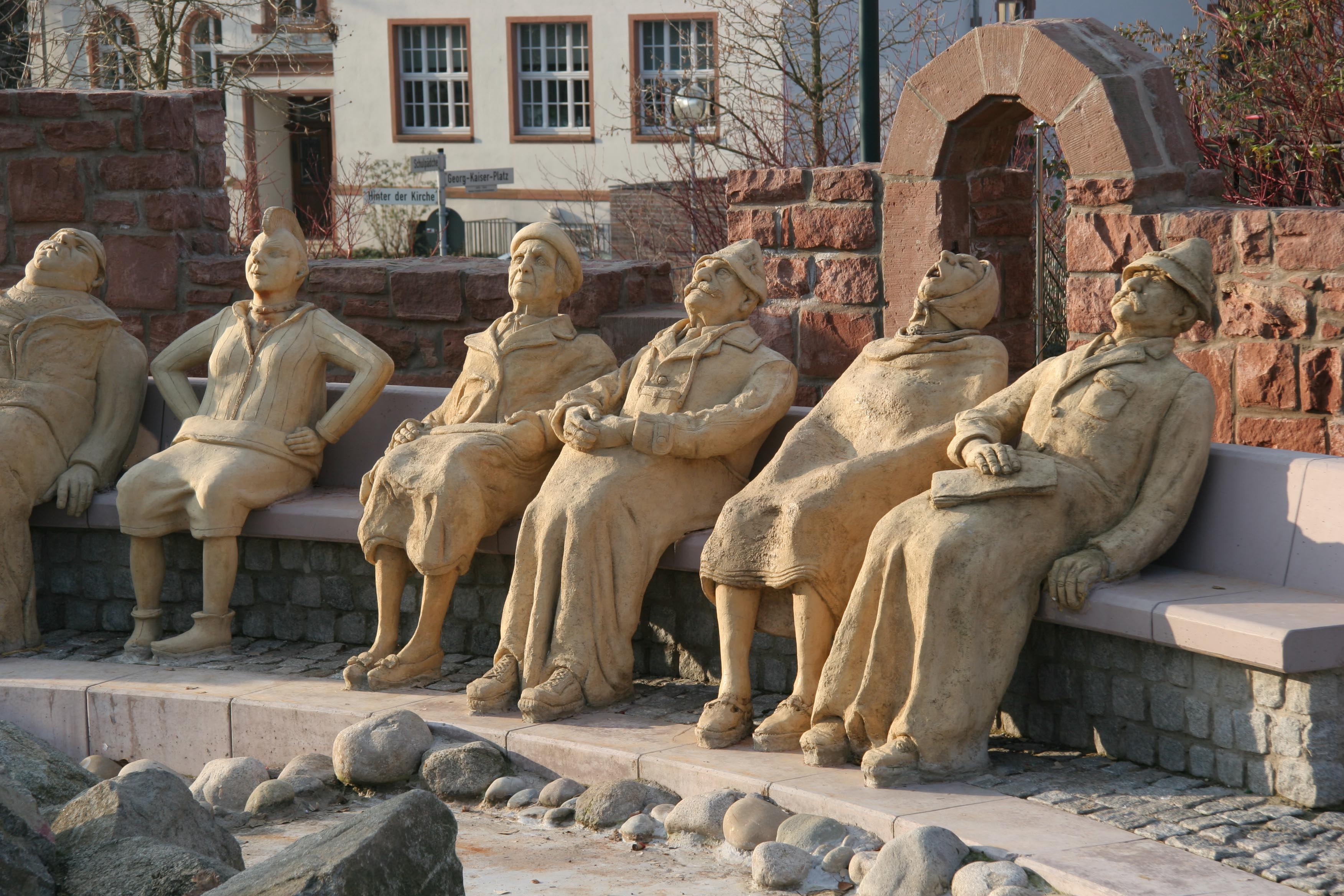
Brunnen "Seeheimer Halbkreis" mit Figurengruppe von Peter Lenk

### Regelmäßige Veranstaltungen
- August: Kerb
- November/Dezember: Weihnachtsmarkt[22]
- Vierter Adventssamstag: Glühweinkerb[23]

### Bauwerke
- Das Tagungshotel Lufthansa Seeheim. Dort traf sich von 1978 bis 1984 ein vier Jahre zuvor gegründeter Arbeitskreis aus SPD-Abgeordneten, der sich daher auch als „Seeheimer Kreis“ bezeichnet.
- Das Seeheimer Schloss war einst Sommerresidenz des Großherzoglichen Hauses Hessen-Darmstadt. Es entstand in den Jahren 1831 bis 1834 unter Großherzog Ludwig II.
- Burgruine Tannenberg
- Altes Rathaus (Fachwerk-Renaissancebau), davor: Florian-Brunnen
- Evangelische Kirche

### Natur und Schutzgebiete
In der Gemarkung von Seeheim gibt es mehrere geschützte Sandbiotope: eine Teilfläche des Naturschutzgebiets „Kalksandkiefernwald bei Bickenbach, Pfungstadt und Seeheim-Jugenheim“ sowie das FFH-Gebiet und flächenhafte Naturdenkmal Seeheimer Düne. Die Dünen „Neben Schenkenäcker“ zwischen Seeheim und Jugenheim und „Oberste und unterste Röder nördlich Seeheim“ sind ebenfalls FFH-Gebiete. Ein weiteres Naturdenkmal ist die Sanddünenflora bei Seeheim. In den geschützten Sandrasen und Steppen-Trockenrasen leben zahlreiche seltene und bedrohte Pflanzen- und Tierarten.
Die Waldflächen in der südöstlichen Gemarkung von Seeheim sind Teil des FFH-Gebiets „Kniebrecht, Melibocus und Orbishöhe bei Seeheim-Jugenheim, Alsbach und Zwingenberg“.

## Wirtschaft und Infrastruktur

### Tagungshotel Lufthansa Seeheim
Die Deutsche Lufthansa AG betreibt in Seeheim-Jugenheim ihr Tagungshotel Lufthansa Seeheim, welches oberhalb des Ortskerns Seeheim liegt. Es wurde im Frühjahr 2009 als modernes Tagungshotel nach einem umfassenden Neubau wieder eröffnet.

### Verkehr
Westlich in Ortsnähe führt die Landesstraße 3100 am Ort vorbei, parallel dazu verläuft einige hundert Meter entfernt die Bundesstraße 3. Durch den Ort verläuft die Landesstraße 3100.